# 田雯

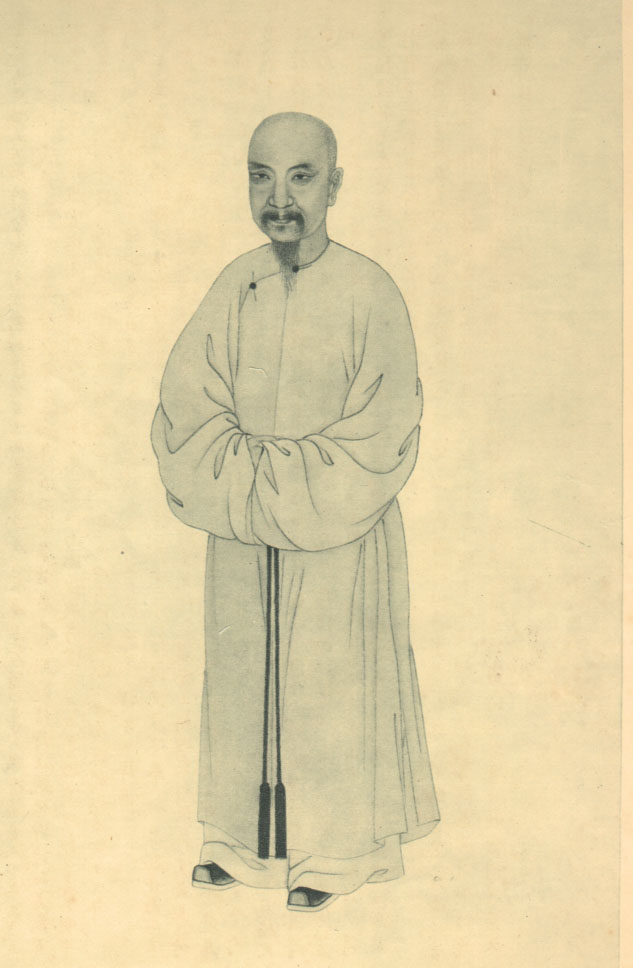
《清代學者像傳》第一集之田雯像

田雯（1635年—1704年），字子纶，一作紫纶，一字纶霞，号山薑子，晚號蒙齋，山東德州人，清朝官員、詩人。

## 生平
生於明崇祯八年（1635年），工诗文，清康熙三年（1664年）进士。授中书舍人。康熙十九年提督江南学政，康熙二十六年授貴州巡撫，常同周渔璜论诗，康熙三十年因丁母憂去職。累官户部侍郎。晚号蒙斋。卒於康熙四十三年（1704年）。著有《黔書》。

## 著作
《古歡堂集》
《黔書》
《長河志籍考》